# Dembo (Cameroun)
Pour les articles homonymes, voir Dembo.
Dembo est une commune du Cameroun située dans la région du Nord et le département de la Bénoué.

## Population
Lors du recensement de 2005, la commune comptait 15 816 habitants, dont 2 284 pour Dembo proprement dit.

## Structure administrative de la commune
Outre Dembo proprement dit, la commune comprend les villages suivants :
- Babessa
- Badjeroum
- Baonia Djallou
- Baparou
- Barnga
- Bori Centre
- Boul Boula
- Boulboulel
- Diri
- Diri Baparou
- Djalingo Maloumbe
- Djambaki
- Djamboutou I
- Djaouli Tranguine
- Djatoumi Village
- Djinni Baiti
- Djongou
- Dombol
- Dornomou
- Doum
- Gouloum
- Kodjolewol
- Kosseyel Mamma Ardo
- Laïndé Tchakoum
- Lirigo
- Lougga Wambabé
- Lougguerewol
- Matafalre
- Mayel Baharna
- Mayo Bani
- Mbalda
- Mbela
- Mboutou Dembo
- Nassarao
- Ndaram
- Ndonsa
- Pomori
- Sourou
- Taparé
- Tapawa
- Tchéboaré
- Tchéboré Baïnawaré
- Tchekal Sali
- Timbo I
- Timpil
- Tintinre
- Tola Sali
- Tonga Daledjé
- Tongo Djamboutou
- Walewol Barodé
- Windé Gandouo
- Wouro
- You